# ボクとカノジョの恋愛目録
『ボクとカノジョの恋愛目録』（ボクとカノジョのコイログ）は、監修：すかぢ、 作画：咲良による日本の漫画作品。『月刊ドラゴンエイジ』（富士見書房）にて連載されていた。

## あらすじ
同級生の女子には興味を示さず小学生のハーレムと世界中のエロゲをクリアすることが夢のロリコン高校生がクラスメイトでエロゲ友達でもある文吾から周囲に美少女にいることから女にモテることが書かれているサイト「フツウロロジー」の作者ではないかと言われる。その夜ネットで検索してみると科学的に未来を予測するフューチャオロジーのサイトにたどり着く。そこにはイニシャルで名前は伏せられているが明らかに自身の学校、学年、クラスが記載されているプロフィールがある。
プロフィールには未来の日付が書かれた日記があり、未来の予言のような日記が示すように行動すると今までロリコン変態扱いしていたクラスメイトの女子たちとしだいに親密になっていく。

## 登場人物
水原 律（みずはら りつ）
将来の夢が小学生のハーレムを作ることと世界中のエロゲをクリアすることを豪語するロリコン変態高校生。クラスメイトの美少女には興味を示さず文吾とエロゲを語らうが現実ではロリ好きだがエロゲでは巨乳好き。「フツウロロジー」のブログの未来日記によって自身の恋愛観と周囲の女子たちとの関係が変わってきている。  文子との話をきっかけに「輪環」で同じ時間を過ごしていることを知る。ただしリセットが起こるごとに同じ日だが人間関係が異なるB-1系列では月、B-2系列では芭兎莉、3つ目の系列では文子と親密になる。ブログを含め別系列を作っているのはA系列に存在する大人になった律であり、父親の研究していた「脳と量子コンピュータの接続」の計画で被験者となって取り込まれたみりを救うため「輪環」を破壊しようとしている。
井口 月（いぐち あかり）
律の幼なじみ。B-1系列の攻略対象。
「恋愛」の感情を利用してみりを止めようとしたが実際どのよう止めるかは不明。文吾曰く正統派世話やき美少女。律がブログを元に行動することで着替えが間に合わないところを助けられてから少しずつ律を意識し出す。律の部屋でエロゲを見たり、亀甲縛りを自ら進んで受けたり、お弁当を作ったりと律への好意が表れる。
柊 芭兎莉（ひいらぎ はとり）
B-2系列の攻略対象。
「探索」のことから彼女の知能からみりの行動を止めようとした。文吾曰くクーデレ系美少女。ブログの内容からロッカーが倒れてくるところ助けたことで接近する。ロープを持っている律と図書室で縛り専門書を探しているところ偶然父陸の生死不明の新聞記事を見つけ、みりに父が死んだこと話すが律とみりの反応から何か謎があるのではと疑問を抱く。ブログのソースコードに「Riku・Mizuhara」の文字を見つたり、みりの嘘を見抜いたりしたがみりを止めるまでには至っていない。
水原 みり（みずはら みり）
律の妹で中学生。B-2系列で律と父のいるアメリカの研究所に行った際に律の目の前で取り込まれ消える。
朝起こしたり食事を用意したりと律の世話をしている。父の手紙で軽い気持ちでアメリカに会いに行くなどフットワークが軽い。B-2系列では芭兎莉と言い争ったり嫉妬しているような言動をする。手紙の嘘については言及はない。「みりが消える」ルートが確立されると輪環がリセットされる。
文吾（ぶんご）
エロゲ友達
文子（ふみこ）
予言が得意
水原 陸（みずはら りく）
律とみりの父親。アメリカの研究所に勤めているとされている。
負の質量を持つと言われるエキゾチック物質を発見したとテレビで紹介されている。

## 単行本
- 監修：すかぢ、 作画：咲良『ボクとカノジョの恋愛目録』 富士見書房 〈ドラゴンコミックスエイジ〉

1. 2012年4月9日発売 ISBN 978-4-04-712790-6
2. 2012年10月9日発売 ISBN 978-4-04-712832-3
3. 2013年4月9日発売 ISBN 978-4-04-712868-2